# Un dragon dans les eaux pures du Caucase
Un dragon dans les eaux pures du Caucase è un documentario del 2005 diretto da Nino Kirtadze.